# Sabbath Bloody Sabbath (brano musicale)
(Black Sabbath, Sabbath Bloody Sabbath)
Sabbath Bloody Sabbath è un brano musicale heavy metal del gruppo inglese Black Sabbath. È la prima traccia, e title track, del loro quinto album in studio, pubblicato nel 1973.
Il riff di chitarra della canzone è famoso col nome di Il riff che salvò i Black Sabbath, dovuto al fatto che Tony Iommi in quel periodo fu colpito dal "blocco dello scrittore", e per trovare l'ispirazione ricorse a misure drastiche, tra cui l'affitto del presunto castello infestato di Clearwell. Questo brano ha la particolarità di essere stato eseguito poche volte dal vivo, a causa della sua difficoltà di esecuzione vocale.

## Formazione
- Ozzy Osbourne - voce
- Tony Iommi - chitarra elettrica
- Geezer Butler - basso elettrico
- Bill Ward - batteria

## Cover
Il brano è stato reinterpretato da:
- Bruce Dickinson
- Amon Amarth
- The Cardigans
- Anthrax